# Gerperga
Gerperga – córka króla Longobardów Dezyderiusza i jego żony Ansy. W 768 poślubiła Karola Wielkiego związek ten miał na celu stworzenie sojuszu dwóch wrogich do tej pory królestw (Gerperga była poprzednio prawdopodobnie żoną Karlomana – brata Karola). Małżeństwo zostało anulowane w 771 na skutek wybuchu konfliktu Dezyderiusza z papiestwem. Jej dalsze losy są nieznane.
Jest ona czasami znana pod imieniem Dezyderii (fr. Désirée de Lombardie). Wiąże się to z pomyłką edycyjną w XIX wieku, ostatnio sprostowaną przez Archibalda C. Murraya i Waltera A. Goffarta.